# قيمة جوهرية (تمويل)
في مجال التمويل، القيمة الجوهرية أو القيمة الأساسية هي «القيمة الحقيقية، الكامنة، والأساسية»  لأصل مستقل عن قيمته السوقية.

## خيارات
يقال أن الخيار له قيمة جوهرية إذا كان الخيار في النقود. عندما تكون خارج نطاق النقود، تكون قيمتها الجوهرية صفر.
يتم احتساب القيمة الجوهرية لخيار داخل النقود على أنها القيمة المطلقة للفرق بين السعر الحالي (S) للسعر الأساسي وسعر الإضراب (K) للخيار.
{\displaystyle IV_{\textrm {out-of-the-money}}=0}
{\displaystyle IV_{\textrm {in-the-money}}=\left\vert S-K\right\vert =\left\vert K-S\right\vert }
على سبيل المثال، إذا كان سعر التنفيذ لخيار الاستدعاء هو 1 دولار أمريكي وسعر الأصل 1.20 دولار أمريكي، فإن الخيار له قيمة جوهرية 0.20 دولار أمريكي.
قيمة الخيار هي مجموع قيمته الجوهرية ووقته الزمني.

## القيمة المالية
عند تقييم حقوق الملكية، قد يستخدم محللو الأوراق المالية التحليل الأساسي - على عكس التحليل الفني - لتقدير القيمة الجوهرية للشركة. السمة «الجوهرية» التي تم النظر فيها هي الإنتاج المتوقع للتدفق النقدي للشركة المعنية. وبالتالي، يتم تعريف القيمة الجوهرية على أنها القيمة الحالية لجميع صافي التدفقات النقدية المستقبلية المتوقعة للشركة؛ أي أنه يتم حسابه من خلال تقييم التدفقات النقدية المخصومة. (هذه ليست نظرية مثبتة، ولكنها افتراض عام. [بحاجة لمصدر])
بديلاً عن ذلك، على الرغم من النهج المتصل، هو عرض القيمة الجوهرية كقيمة العمليات التجارية الجارية، على عكس القيمة الدفترية القائمة على المحاسبة، أو قيمة التفكك. يشتهر وارن بافت بقدرته على حساب القيمة الجوهرية للأعمال، ثم شراء هذا العمل عندما يكون سعره بخصم لقيمته الجوهرية. [بحاجة لمصدر]
لاحظ أنه على الرغم من أن الأسهم يُفترض أنها أدوات ملكية - لأنها تمثل ملكية في الشركة - فإن علامة «حقوق الملكية» مشكوك فيها إلى حد ما. تعتبر الأسهم أدوات حقوق الملكية من قبل المتخصصين في التمويل من حيث أنه يحق لهم حصة متساوية من الأرباح (أرباح الأسهم)، على الرغم من أن المساهمين يفتقرون إلى الحق في ممارسة السيطرة على الشركة.

## العقارات
في تقييم العقارات، يمكن استخدام نهج مماثل. وبالتالي، تُعرّف «القيمة الجوهرية» للعقارات على أنها القيمة الحالية الصافية لجميع التدفقات النقدية الصافية المستقبلية التي تم التخلي عنها بشراء قطعة من العقارات بدلاً من تأجيرها إلى الأبد. وتشمل هذه التدفقات النقدية الإيجار والتضخم والصيانة والضرائب العقارية. يمكن إجراء هذا الحساب باستخدام نموذج جوردون.

## روابط خارجية
- إنفستوبيديا
- http://www.svtuition.org/2014/01/intrinsic-value-analysis.html
- حاسبة القيمة العادلة للأسهم بعد تطبيق القيمة الجوهرية